# Brunfelsia jamaicensis
Brunfelsia jamaicensis là một loài thực vật thuộc họ Solanaceae. Đây là loài đặc hữu của Jamaica. Chúng hiện đang bị đe dọa vì mất nơi sống.